# تان یاگینگ
تان یاگینگ (انگلیسی: Tan Ya-ting؛ زادهٔ ۷ نوامبر ۱۹۹۳) ورزشکار تیراندازی با کمان اهل تایوان است.
وی در مسابقات کشوری و بین‌المللی در مجموع برندهٔ ۲ مدال طلا، ۳ مدال نقره، ۴ مدال برنز شده‌است.